# Rataplan
Rataplan (Frans: Rantanplan) is een striphond van tekenaar Morris. Hij werd bekend in de strip Lucky Luke als bewaker van de gevangenis waar de Daltons gevangenzitten en kreeg later zijn eigen serie. Hij is 'de domste hond' ten westen van de Mississippi. Rataplan is dol op eten en op Joe Dalton.
Het woord rataplan betekent iets als rotzooi, rommeltje, en geeft redelijk weer hoe het brein van de hond functioneert. De naam is gebaseerd op de populaire heldhaftige filmhond Rin Tin Tin, waarop Rataplan een parodie is.

## Personage
Rataplan is een oliedom dier. Vaak interpreteert hij de werkelijkheid om zich heen precies tegengesteld aan hoe het zou moeten. Als Lucky Luke bijvoorbeeld de boeven de Daltons, probeert te arresteren, denkt Rataplan dat Lucky Luke een bruut is die deze "nette" heren probeert aan te vallen. Hij kan urenlang op een prooi blijven wachten voor de ingang van een konijnenhol, terwijl de konijnen zelf om hem heen aan het spelen zijn. Rataplan komt geregeld haast om van dorst, terwijl er een rivier een paar meter in de buurt stroomt. Hij kan absoluut niet zwemmen en moet dan ook steevast gered worden als hij in het water belandt. Jolly Jumper kijkt regelmatig minachtend op Rataplan neer.

## Albums
(In volgorde van verschijnen)
- De mascotte
- De peetvader
- Rataplan gegijzeld!
- De clown
- Blunders van Rataplan 1
- Blunders van Rataplan 2
- De vluchteling
- De bode
- Grijze cellen
- Blunders van Rataplan 3: Rataplan vangt bot
- De dromedaris
- Blunders van Rataplan 4
- De grote reis
- Blunders van Rataplan 5
- La belle et le bête (nog niet in het Nederlands verschenen)
- Blunders van Rataplan 6: Kerstmis voor Rataplan
- Blunders van Rataplan 7: Op oorlogspad
- Blunders van Rataplan 8: Sneeuwpret
- Blunders van Rataplan 9: Om je dood te lachen
- Blunders van Rataplan 10: Van de kaart

## Animatieseries
Rataplan is een regelmatig terugkerend personage in beide animatieseries gebaseerd op de Lucky Luke-verhalen. Zo wordt hij in de eerste animatieserie regelmatig als extra personage ten tonele gevoerd in afleveringen gebaseerd op strips waarin hij geen rol speelde, zoals De zingende draad en Dr. Doxey's elixer.
In 2006 verscheen een aparte animatieserie rond Rataplan.